# Ferdinand Karkutsch
Ferdinand August Ludwig Karkutsch (* 21. November 1813 in Köslin; † 26. September 1891 in Stettin) war ein deutscher Kaufmann, Sozialaktivist und Philanthrop.

## Leben
Nach dem Ende der napoleonischen Kriege zog die Familie Karkutsch nach Stettin. Ferdinand übernahm das Geschäft seines Vaters und wurde Händler für Saatgut und Getreide. Er genoss hohes gesellschaftliches Ansehen, das er durch zahlreiche Spenden und Überweisungen in verschiedene Fonds betonte.
Ferdinand Karkutsch hatte keine Nachkommen. Ein Jahr vor seinem Tod beschloss er, den Großteil seines Vermögens für soziale Zwecke in Stettin und seiner Heimatstadt Köslin bereitzustellen. Mittel in Höhe von jeweils 300.000 Mark wurden für den Bau des Städtischen Museums Stettin an der Hakenterrasse (1913 eröffnet) und für den Bau des Lungenkrankenhauses in Hohenkrug bei Stettin (1915 eröffnet) verwendet.
Köslin erhielt 400.000 Mark, die für den Bau eines Altenheims und die Gründung der Karkutsch-Stiftung, die es unterhielt, verwendet wurden. 1891 erhielt Ferdinand Karkutsch den Titel eines Ehrenbürgers von Köslin. Nach seinem Tod wurde die Straße, in der das Altenheim gebaut wurde, nach ihm benannt. Nach 1945 erhielt sie den Namen ul. Krakusa i Wandy und in dem Gebäude befindet sich heute das Bezirkspolizeipräsidium.
Karkutsch starb in Stettin und wurde auf dem Nemitzer Friedhof (bis zur Schließung und Umwandlung in einen Park im Jahr 1974: Cmentarz Niemierzyński) in Niebuszewo (ehemals Zabelsdorf) beerdigt. Ein zu seinen Ehren errichteter Gedenkstein existiert nicht mehr.